# Monte Pisgah
Monte Pisgah è un picco montuoso antartico, alto 1.860 m, situato nel settore centro-settentrionale dell'Imeon Range, catena montuosa che occupa la parte interna dell'Isola Smith, che fa parte delle Isole Shetland Meridionali, in Antartide.

## Caratteristiche
Il picco è connesso a sudovest al Drinov Peak attraverso la Kostenets Saddle e sovrasta il Ghiacciaio Dalgopol a nord e il Ghiacciaio Vetrino a ovest. 

## Denominazione
Siccome le vette dell'Isola Smith viste da lontano le conferiscono un aspetto a forca, i cacciatori di foche americani del 1820 la denominarono Isola del Monte Pisgah, derivando il nome dalla doppia cima del Monte Pisgah di Durham, nel Connecticut. La denominazione Pisgah è stata poi ristretta solamente al monte.

## Localizzazione
Il monte è localizzato alle coordinate 62°56′19.7″S 62°28′03″W, 7,64 km a nordest del Monte Foster, 1,85 km a nordest del Drinov Peak, 3,9 km a sudest di Gregory Point, 4,74 km a sudovest del Monte Christi e 1,1 km a ovest del Mezek Peak.
Mappatura bulgara del 2009. 

## Mappe
- Chart of South Shetland including Coronation Island, &c. from the exploration of the sloop Dove in the years 1821 and 1822 by George Powell Commander of the same. Scale ca. 1:200000. London: Laurie, 1822.
- L.L. Ivanov. Antarctica: Livingston Island and Greenwich, Robert, Snow and Smith Islands. Scale 1:120000 topographic map. Troyan: Manfred Wörner Foundation, 2010. ISBN 978-954-92032-9-5 (First edition 2009. ISBN 978-954-92032-6-4)
- South Shetland Islands: Smith and Low Islands. Scale 1:150000 topographic map No. 13677. British Antarctic Survey, 2009.
- Antarctic Digital Database (ADD). Scale 1:250000 topographic map of Antarctica. Scientific Committee on Antarctic Research (SCAR). Since 1993, regularly upgraded and updated.
- L.L. Ivanov. Antarctica: Livingston Island and Smith Island. Scale 1:100000 topographic map. Manfred Wörner Foundation, 2017. ISBN 978-619-90008-3-0